# 中田リサ
中田 リサ（なかた リサ、 1978年2月28日 - ）は、日本の元タレントである。兵庫県出身。

## 人物
2000年5月からTBSのバラエティー番組『ワンダフル』にワンギャル3期生としてレギュラー出演し、女優としても活動。その後は地元に戻り、Kiss-FM KOBEでDJとして出演していたが、『DAIEI STYLISH BREEZE』を最後に、芸能活動は行っていない。
2010年9月、ワンギャルで同期だった小宮理英のブログで、小宮と一緒に写っている写真が掲載された。

## 出演

### テレビ
- ワンダフル（2000年5月 - 9月、TBS） - ワンギャル3期生
- 新･お水の花道 第9話（2001年6月5日、フジテレビ）
- マリア（2001年7月 - 9月、TBS） - 坂本クリニックの看護師 役（レギュラー出演）

### ラジオ
- Kiss Afternoon Dream（2002年4月 - 2003年3月、Kiss-FM KOBE）
- DAIEI STYLISH BREEZE（2003年4月 - 2004年2月、Kiss-FM KOBE）

### 映画
- 悪名（2001年、和泉聖治監督）